# Le Mesnil-Raoult
Le Mesnil-Raoult település Franciaországban, Manche megyében. Lakosainak száma 367 fő (2018. január 1.). Le Mesnil-Raoult Saint-Romphaire, Condé-sur-Vire és Troisgots községekkel határos.

## Népesség
A település népességének változása:
| Lakosok száma | 258  | 280  | 309  | 315  | 320  | 368  | 394  | 403  | 368  | 367  |
|               | 1962 | 1968 | 1982 | 1990 | 1999 | 2008 | 2011 | 2013 | 2017 | 2018 |